# 필로티

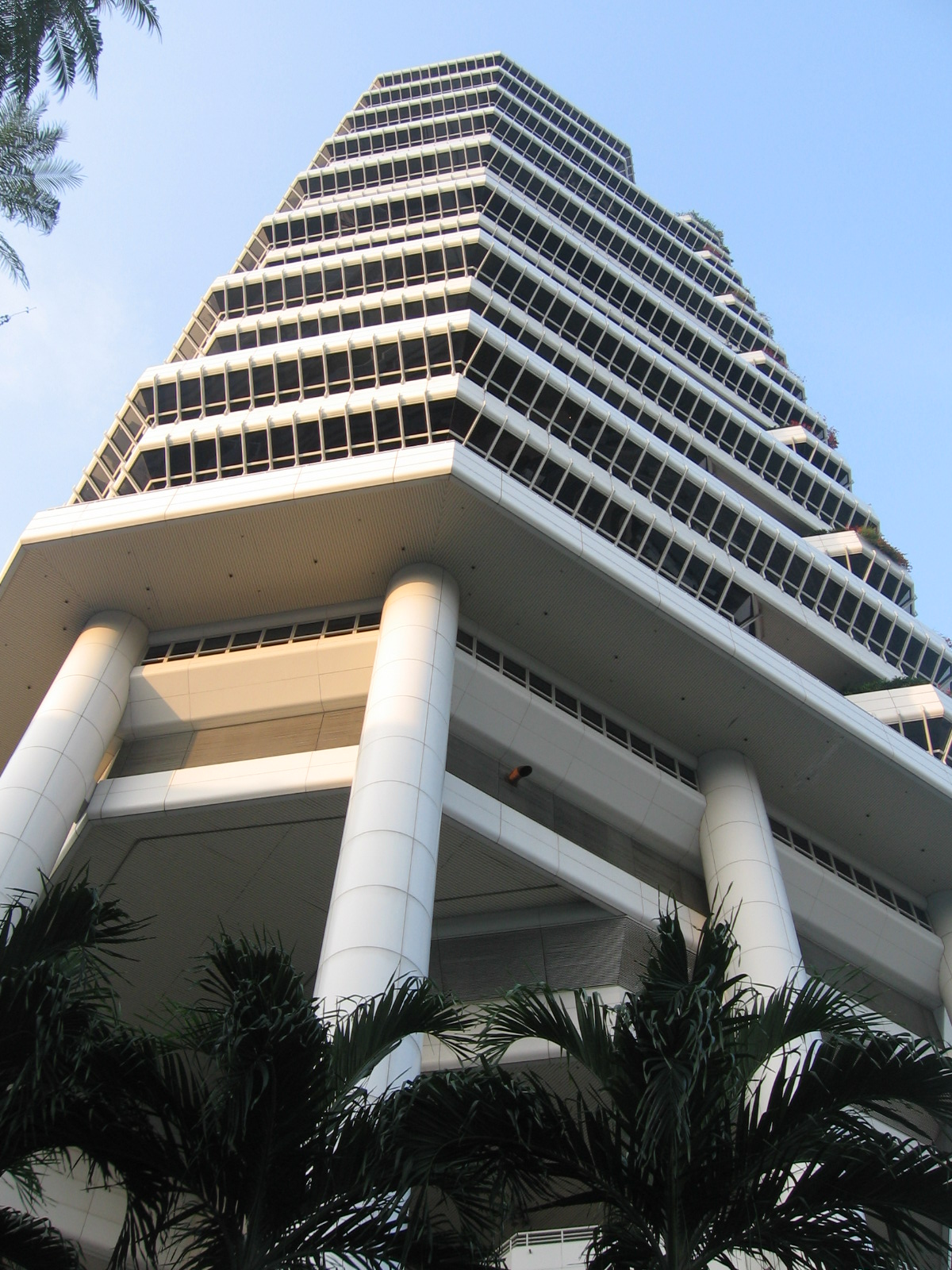

필로티(프랑스어: piloti), 또는 피어(영어: pier)는 원래 갱(秔)’, ‘각주(脚柱)’, ‘열주(列柱)’ 와 같이 받치는 기둥을 뜻한다.
오늘날에는 주택, 아파트, 빌딩 등과 같은 건축물에서 기둥과 천정이 있고 벽이 없는 공간을 말한다. 통상 건물 1층에 있고 건물로 지상을 점유하지 않으며 교통을 방해하지 않는 특색을 가진다. 지진에 취약한 점, 내화 자재를 사용하지 않았을 경우, 화재 발생 시 피해가 클 수 있다는 단점이 있다.
주로 로비 또는 주차장의 역할을 하고 있으며, 농어촌 지역에서는 농수산물의 말림 등 가공에도 활용된다. 대한민국에서는 건축사가 설계하고 지자체가 인정하면 건축공간에서 제외되어 연면적 사용제한에 따른 총건축면적에 포함되지 않는다.

## 역사

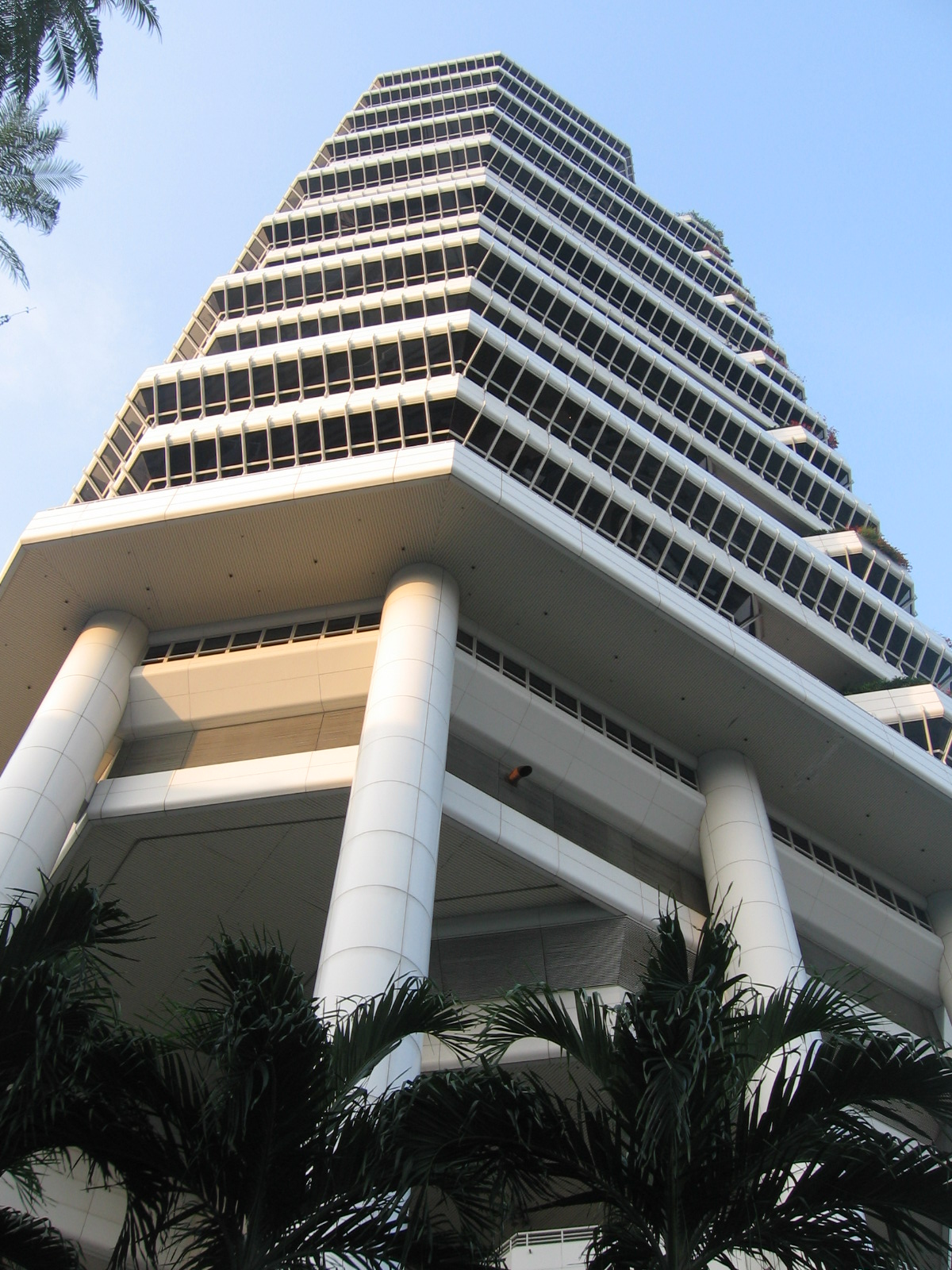
폴 루돌프가 설계한 싱가폴의 더 콘코스

프랑스어로 건축물을 지지하는 기초 말뚝을 의미하며, 독립 기둥 또는 벽만으로 건물을 지지하고 지상층을 자유롭게 지날 수 있도록 한 공간을 가리킨다. 이러한 건축양식은 1920년대 초에 프랑스의 건축가 르 코르뷔지에가 제창한 <새로운 건축의 다섯 가지 요소>에서 첫 번째 원칙으로 제안하면서 근대건축의 중요한 건축요소로 논의되기 시작했다. 이후 필로티는 현대 건축의 보편적 양식의 하나로 자리 잡았다. 한국에서는 2002년에 건물을 지을 때 주차공간 확보가 의무화되면서 필로티 구조의 건물이 늘어나게 되었다. 아파트나 다세대주택 같은 공동주택에서 필로티 구조는 지상층을 비워두고 2층부터 거주함에 따라 보안과 사생활 보호라는 장점이 더해지고, 지하 주차장을 조성하지 않음에 따라 공사비를 절감할 수 있게 되었다.

## 기능

### 습기로부터 보호

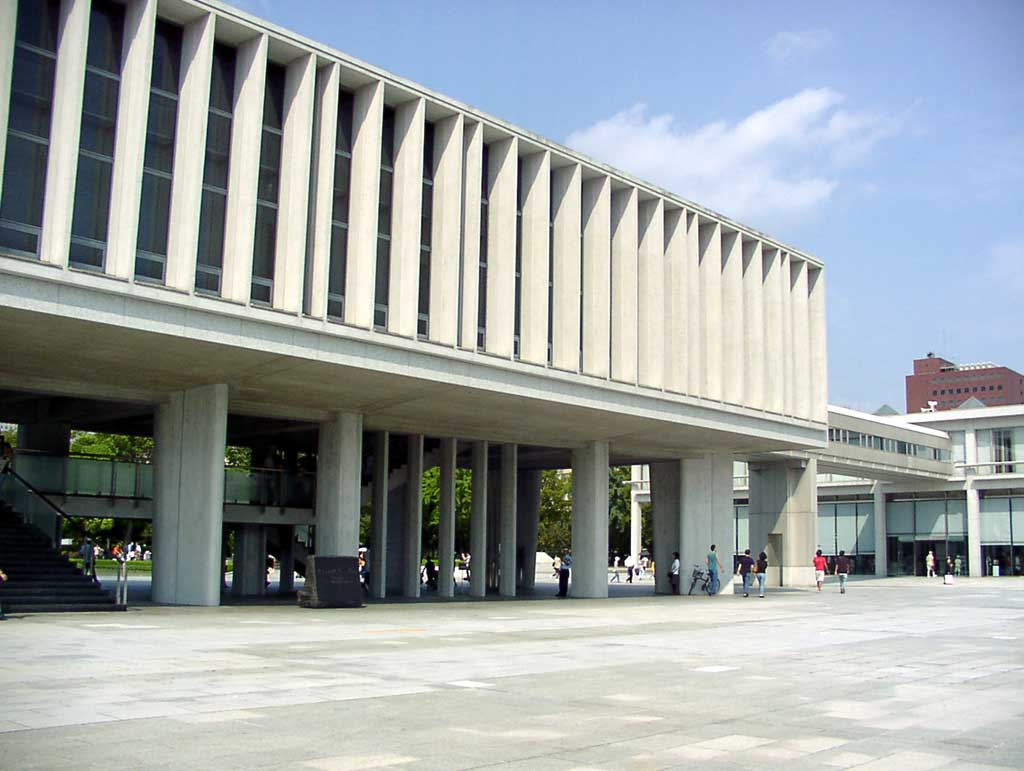
히로시마 평화기념자료관

유럽의 전통적 건축물은 흐린 날이 많아 습기가 많고 환기가 잘 안 되는 단점이 있었는데, 필로티 구축이 보편화 되고 건물을 지면에서 띄움으로써 바닥의 습기로부터 건물 내부를 보호할 수 있게 되었다.

### 통행의 자유로움
르 코르뷔지에는 건물로 인한 지면의 손실을 최소화하여 교통을 원활하게 하기 위한 방편으로 필로티를 제안했다. 건물이 지면과 분리되면서 건물이 위치하고 있는 대지의 흐름이 단절되지 않고 그대로 연속되어 흘러갈 수 있도록 했다.

### 개방형 구조
필로티는 건물의 입구 형성과정에서 중요한 역할을 한다. 건물의 중심부로 동선을 끌어들이는 경계인 동시에 내부지향적 외부공간으로 건물의 중심부에서 외부로의 확장 개념에 중요한 역할을 한다. 또한 필로티는 외면 받던 건물의 전면과 후면을 이어주며 공간의 위계를 없애는 역할을 한다.

### 새로운 공간 창출
르 코르뷔지에가 구현한 필로티 구조에서 개방된 지상층은 비 오는 날 아이들의 놀이공간이나 자동차 주차공간 등으로 활용할 수 있게 한 것이며, 빛과 공기가 건물 아래로 흐르도록 하고 건물의 전면과 후면을 하나로 이어준다.

## 취약점
필로티는 상부층에 벽체가 많은 데 비하여 1층은 벽체 없이 기둥으로만 이루어져 있어, 1층의 기둥이 붕괴될 경우에 건물 전체가 심각한 피해를 입게된다. 필로티 구조는 일반적으로 기둥을 1층부터 건물의 최상부까지 이어지도록 설치한 연결형과 1층에만 기둥을 설치하고 그 위에 건물을 얹는 방식의 분리형으로 구분할 수 있는데, 전자는 기둥이 건물 전체와 연결되어 지진에 비교적 안전한 반면에 후자는 1층의 기둥이 건물 전체를 떠받치는 구조여서 지진이 발생할 때 좌우 진동에 취약하다. 한국의 경우, 대다수의 소규모 필로티 건물이 분리형에 해당하는데, 2017년 포항 지진을 계기로 지진으로부터 피해를 최소화하기 위해 필로티 기둥의 내력을 확보하게 하는 건축 기준이 마련되었다.

## 필로티 구조를 이용한 르 코르뷔지에의 작업
- 시트로앙주택 (Masion Citrohan, 1920-22)
- 빌라 쿡 (Villa Cook, 1926)
- 빌라 라호슈 (Villa La Roche, 1926)
- 바이센호프 주택단지 (Weissenhof Housing Estate house, 1927)
- 빌라 사부아 (Villa Savoye, 1929)
- 스위스 학생회관 (Pavillon Suisse, 1930)
- 유니테 다비타시옹 (Unité d'habitation, 1946)
- 라 뚜레트 수도원 (Sainte Marie de La Tourette, 1957)
- 국립서양미술관 (National Museum of Western Art, 1957)
- 카펜터시각예술센터 (Carpenter Center for the Visual Arts, 1961)

## 인용구
끈질기고 부단한 연구로부터 실험실의 성과와 같은 일부 결과물을 도출해 냈다. 이 결과는 건축의 새로운 길을 제시한다. 이것은 도시 계획에 있어 현재의 도시가 가지고 있는 커다란 병폐에 대한 문제를 해결할 방법을 제시한다. 필로티 위의 주택! 주택은 땅 속에 박혀 있어왔다. 방들은 어두침침하고 . 항상 습기가 차있다. 철근 콘크리트는 우리에게 필로티를 가져다주었다. 주택은 공기 중에 땅으로부터 떨어져 떠 있다. 정원은 주택의 아래로 흐른다. 정원은 또한 건물의 지붕 위에 있다.